# 药剂学
药剂学（英語：Pharmaceutics）是一门研究药物制剂剂型的处方设计、生产工艺、合理应用以及药物制剂剂型和药物的吸收、分布、代谢及排泄关系的综合技术科学。
在某些地區（例如香港），中文「藥劑學」一詞通常是指「藥學」（Pharmacy），含意與本條目內容有所不同。藥劑學為藥學的一門分支，只專門研究藥物製造的部分，而藥學本身主要是利用各種醫藥知識為病人提供更高質素的醫藥治療及服務。

## 药剂学的历史
药剂学是一门有着悠久历史的学科，中国很早以前对药品就有“丸散膏丹，神仙难辨”的谚语，其中的“丸散膏丹”指的就是不同的药物制剂剂型。在中国早期的医学和药学著作如《针灸甲乙经》、《黄帝内经》、《金匮要略》等中都有关于药物剂型和疗效关系的记载。中国早期药物的主要剂型有：汤剂、酒剂、饼剂、曲剂、洗浴剂、丸剂、膏剂等不同类型。
古代近东地区的古埃及和古巴比伦遗留下来的，著录于公元前十六世纪的《伊伯氏纸草本》是古代近东地区药剂学的重要著作，收录有散剂、膏剂、硬膏剂、丸剂、印模片剂、软膏剂等多种剂型，此外还收录了制剂处方，生产工艺和用途等重要信息。
欧洲药剂学起始于公元一世纪前后，罗马籍希腊人，被欧洲各国誉为药剂学鼻祖的格林在他的专著中著录了散剂、丸剂、浸膏剂、溶液剂、酊剂、酒剂，人们称之为格林制剂，其中很多剂型至今仍在一些国家应用。
随着十九世纪以来西方机械文明的发展，大量制药机械产生，药物制剂的生产工艺发生巨大的变化，药剂学作为一门专门学科从原来的药物学中独立出来，同时药剂学的研究范围也突破了格林制剂的范围，不断地扩展。
进入二十世纪医学、生命科学和其他相关基础科学的飞速发展，药剂学发生了翻天覆地的变化：在基础理论方面，20世纪50年代，物理化学尤其是非平衡态物理化学的一些理论被应用在药剂学领域，产生了一些药剂学基本理论如药物稳定性理论、溶解理论、流变学、粉体学等，在药物新剂型方面，产生了缓控释制剂、被动靶向制剂、主动靶向制剂等新剂型，给药途径也由原来单一的口服给药和注射给药，扩展到了粘膜给药、透皮吸收给药等多种途径；在药物应用方面，产生了一个全新的分支学科：临床药学，将原来简单的“医护”概念扩展为配合全程药学监护的“医药护”概念。

## 药剂学的分支学科
- 基础药剂学：研究药剂学的基本理论和基础方法
  - 物理药学：以物理化学的基本理论研究药物理化性质和药剂学中有关剂型的性质
  - 生物药剂学：研究药物在体内吸收、分布、代谢、排泄过程和药物的疗效以及药物剂型关系
  - 药物动力学：应用数学工具研究药物在体内吸收、分布、代谢、排泄经时过程，建立和分析药物在体内过程的数学模型
- 工业药剂学：研究药物制剂工业生产的基本理论和技术工艺
- 医院药剂学：研究药物制剂在医院的配制和使用
  - 临床药学：以个体病人为研究对象研究药物的合理安全有效使用
  - 调剂学：研究方剂的调配技术

## 药剂学的基本任务
- 研究药剂学基本理论
- 新剂型开发
- 新辅料开发
- 新制剂设备开发
- 生物技术药物的制剂研究